# 페라리 812 슈퍼패스트
페라리 812 슈퍼패스트(영어: Ferrari 812 Superfast)는 페라리에서 2017년 4월부터 2024년까지 생산했던 GT카이다.

## 사양

### 엔진
엔진은 F12베를리네타에 사용된 6.3 리터 엔진의 확장 버전인 6,496cc (6.5L) F140GA V12가 장착되어 있다. 8,500rpm에서 800PS (588kW; 789hp)의 출력을 생성하고 7,000rpm에서 718N⋅m (530lb⋅ft)의 토크를 생성한다.

### 타이어
812 슈퍼패스트는 전면과 후면에 20인치 휠이 있다. 타이어는 Pirelli P Zero이며 전방 타이어는 275/35 ZR 20, 후방 타이어는 315/35 ZR 20이다.

### 성능
페라리에 따르면, 최고 속도는 340 km/h (211 mph)이며 0–100km / h (0–62mph) 가속 시간은 2.9 초이다.(아우토반에서 360Km/h까지 나갔다.)

## 변형 차종

### 페라리 812 GTS
812 슈퍼패스트의 오픈탑 변형 모델이다.

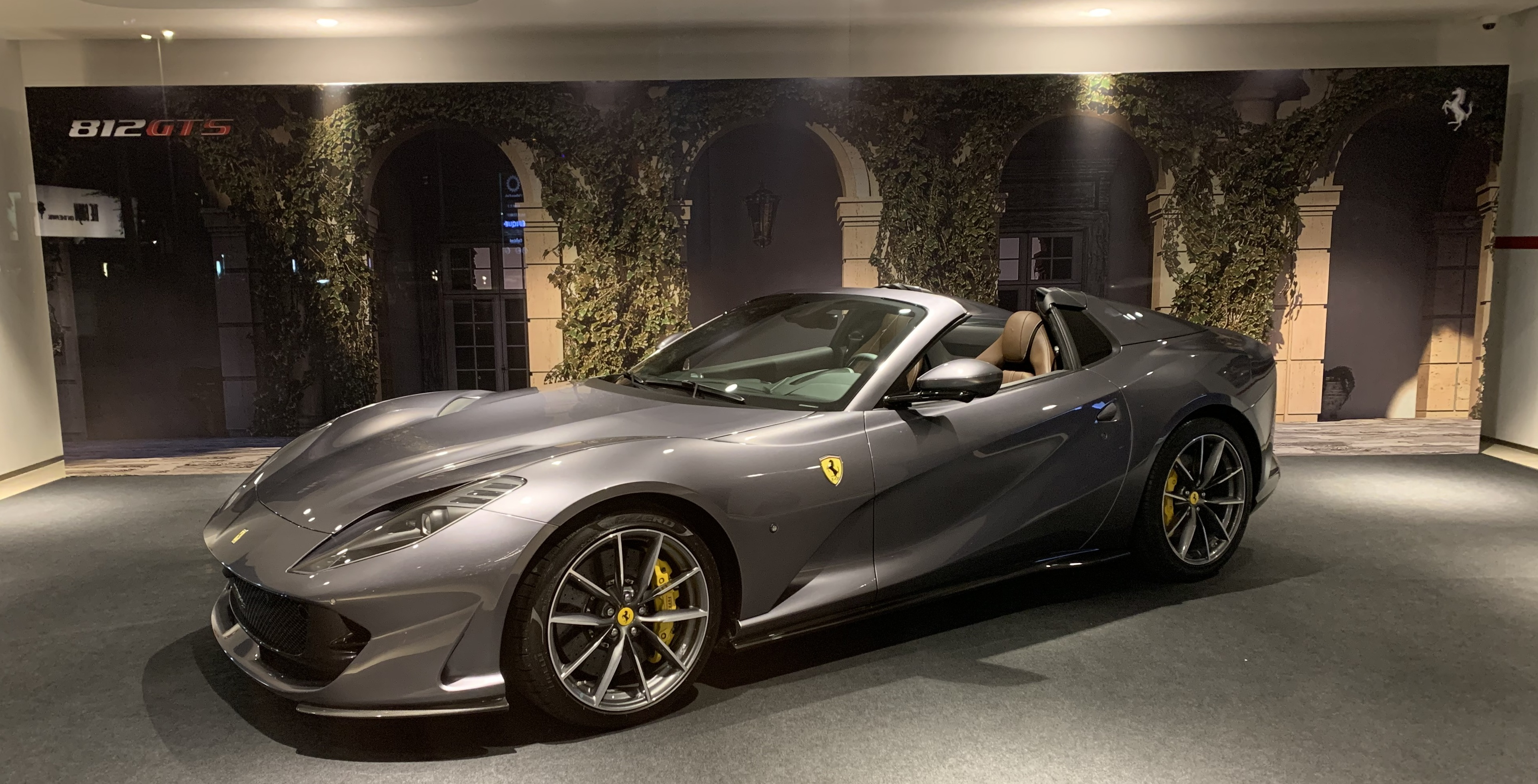
812 GTS

## 비디오 게임에서의 등장
- 아스팔트 8: 에어본
- 아스팔트 9: 레전드
- 아스팔트 스트리트 스톰 레이싱